# 圣毛吉特福尔沃
圣毛吉特福尔沃（匈牙利語：Szentmargitfalva）是匈牙利佐洛州所辖的一个村，总面积3.12平方公里，总人口93人，人口密度29.8人/平方公里（2010年1月1日）。